# Cruz Blanca, Xico
Cruz Blanca är en ort i Mexiko.   Den ligger i kommunen Xico och delstaten Veracruz, i den sydöstra delen av landet, 210 km öster om huvudstaden Mexico City. Cruz Blanca ligger 2 220 meter över havet och antalet invånare är 258.
Terrängen runt Cruz Blanca är kuperad åt sydost, men åt nordväst är den bergig. Runt Cruz Blanca är det ganska tätbefolkat, med 166 invånare per kvadratkilometer. Närmaste större samhälle är Xalapa, 18,9 km öster om Cruz Blanca. I omgivningarna runt Cruz Blanca växer huvudsakligen savannskog.